# Jorge Abissamra
Jorge Abissamra (Ferraz de Vasconcelos, 8 de novembro de 1956), conhecido como Dr. Jorge, é médico e político brasileiro. Foi eleito prefeito de Ferraz de Vasconcelos em 2005, tendo sido reeleito em 2008, com a maior votação da história da cidade. Atualmente, por escândalos de corrupção, está impedido de participar de eleições durante oito anos.

## Vida pessoal
Jorge Abissamra é o caçula de sete irmãos, Antonio Abissamra, Elias Abissamra, Eumaza Abissamra, José Abissamra, Marta Abissamra e Jorgete Abissamra, de quem é irmão gêmeo, também com grande influencia na cidade de Ferraz de Vasconcelos.
Filho dos imigrantes libaneses Halim Abissamra e Raja Elias Abissamra, foi estudante na Escola Estadual de Primeiro e Segundo Grau Edir do Couto Rosa, tradicional em Ferraz de Vasconcelos.
É formado no curso superior de medicina pela Universidade de Mogi das Cruzes. Não consta na página do CREMESP nenhuma qualificação com especialidade ou área de atuação. Ele se auto-intitula especialista em áreas diversas sem nenhuma capacitação profissional. 
Existem denúncias no site ReclameAqui indicando que, como médico, tem seguido a conduta de aplicar (e cobrar pela aplicação do medicamento) injeções de corticosteróides para todos os pacientes, de todas as idades e patologias. O uso prolongado deste tipo de medicamento pode causar glaucoma, catarata, diabetes, hipertensão arterial e osteoporose. 
É casado com a também médica Elaine Aparecida Belloni Abissamra, com quem tem dois filhos: Jorge Abissamra Filho e Victor Tannios Abissamra, ambos doutores.

## Carreira política
Abissamra começou sua carreira política como militante de esquerda, ingressando no Partido Socialista Brasileiro (PSB) em 1988, partido no qual mantém sua filiação até hoje. Ocupou seu primeiro cargo público em 2000, como vereador e, em 2004, se elegeu prefeito de Ferraz de Vasconcelos, com pouco mais de 21 mil votos.
Em 2008, Jorge teve a maior votação da história da cidade até a época, com 42.567 votos, sendo o primeiro prefeito a se reeleger no município. Logo no início do seu segundo mandato foi eleito também presidente do Consórcio de Desenvolvimento dos Municípios do Alto Tietê (CONDEMAT).
Em sua trajetória política, Jorge Abissamra também foi alvo de denúncias, investigações e condenações sobre lavagem de dinheiro, reprovação de contas, compra de cargos públicos, roubo de dinheiro público e firmação de contratos irregulares.
Em 29 de setembro de 2014, Jorge Abissamra, então candidato a deputado federal, foi julgado inelegível pelo TRE de São Paulo, com base na Lei da Ficha Limpa, ficando impedido de participar de eleições e participar de pleitos por oito anos. Por isso, a sessão da câmara municipal de Ferraz de Vasconcelos acabou sepultando a candidatura dele a deputado federal.

### Escândalos de corrupção
No primeiro mandato de Abissamra para a prefeitura de Ferraz de Vasconcelos, foram desviados mais de 15 mil litros de óleo diesel (estimados em 26 mil reais) pelo seu secretário de governo.
A Câmara Municipal de Ferraz de Vasconcelos reprovou as contas do exercício de 2010 da prefeitura de Jorge Abissamra tendo sido o mesmo condenado a ressarcir aos cofres públicos o valor de 349.221,60 reais com juros.
Também em 2010, o Tribunal Regional Eleitoral de São Paulo multou Jorge Abissamra no valor de 5.320 reais, após distribuir carteirinhas estudantis gratuitamente.
Após a recusa de Marcelinho Carioca em assumir o cargo de deputado federal pelo afastamento temporário do então deputado eleito Abelardo Camarinha, e ceder a vaga para Elaine Abissamra (esposa do Dr. Jorge Abissamra), foi especulado pela oposição que o médico poderia ter negociado o cargo com o ex-jogador de futebol. Embora tenha havido manifestações de interessados em investigar o caso, nenhuma ação foi aberta para averiguação.
No final de 2012, fim da segunda gestão do então prefeito Jorge Abissamra, Ferraz de Vasconcelos teve problemas com a coleta de lixo e, no último dia de seu mandato, foram realizados saques em dinheiro de origem desconhecida que somam cerca de 1,5 milhão de reais.
Em 2013, o ex-prefeito de Ferraz de Vasconcelos Jorge Abissamra foi multado em R$ 4.842,50 pelo Tribunal de Contas do Estado de São Paulo, que julgou irregular um contrato de 2010 firmado entre a administração municipal e a empresa Alto Grande Transportes e Turismo Ltda. O Tribunal Superior Eleitoral analisou o contrato de R$ 1,3 milhão e um termo aditivo firmado em 8 de fevereiro de 2010, que adicionou R$ 329.640,00 a mais no contrato para o uso de mais dois ônibus na frota.
Em 2016, Elaine Abissamra, esposa de Jorge, anunciou sua candidatura à prefeitura de Ferraz de Vasconcelos. Durante a sua campanha para as eleições municipais, Jorge se tornou réu em processo de improbidade administrativa. No mesmo dia do ocorrido, áudios em que ele e sua esposa conversavam sobre compra de votos para a candidatura dela foram descobertos e uma promotora pediu o cancelamento de sua candidatura. 